# Pleurotomaria replicata
Pleurotomaria replicata is een fossiele slakkensoort uit de familie van de Pleurotomariidae. De wetenschappelijke naam van de soort is voor het eerst geldig gepubliceerd in 1884 door Lindström.